# Щербакув
Щербакув (пол. Szczerbaków) — село в Польщі, у гміні Віслиця Буського повіту Свентокшиського воєводства.
Населення — 296 осіб (2011).
У 1975-1998 роках село належало до Келецького воєводства.

## Демографія
Демографічна структура на день 31 березня 2011 року:
|          | Загалом | Допрацездатний вік | Працездатний вік | Постпрацездатний вік |
| -------- | ------- | ------------------ | ---------------- | -------------------- |
| Чоловіки | 135     | 18                 | 97               | 20                   |
| Жінки    | 161     | 33                 | 76               | 52                   |
| Разом    | 296     | 51                 | 173              | 72                   |